# Preslianthus pittieri
Preslianthus pittieri är en kaprisväxtart som först beskrevs av Paul Carpenter Standley, och fick sitt nu gällande namn av Hugh Hellmut Iltis och Cornejo. Preslianthus pittieri ingår i släktet Preslianthus och familjen kaprisväxter. Inga underarter finns listade i Catalogue of Life.